# Джарда, Луиджи Стефано
Луиджи Стефано Джарда (итал. Luigi Stefano Giarda, также Луис Эстебан Хиарда, исп. Luis Esteban Giarda; 19 марта 1868, Кассольново — 3 января 1952, Винья-дель-Мар) — итальянско-чилийский композитор, дирижёр, виолончелист и музыкальный педагог.

## Биография
Окончил Миланскую консерваторию (1888) как виолончелист, ученик Джузеппе Магрини, изучал также композицию у Альфредо Каталани и гармонию у Микеле Саладино. Учился вместе с Джакомо Пуччини, участвовал в исполнении его выпускного сочинения. С 16-летнего возраста играл в оркестре театра Ла Скала, затем концертировал и как солист, преподавал в Падуанском институте музыки, а с 1897 года — в консерватории Сан-Пьетро-а-Майелла в Неаполе. В 1898 года первая опера Джарды была поставлена в Неаполе, дирижировал автор. С 1899 года выступал в составе струнного квартета Анджело Ферни. В 1900 году цикл этюдов для виолончели, сочинённый Джардой, был удостоен медали на Всемирной выставке в Париже.
В 1905 году перебрался в Чили, первоначально как дирижёр итальянской оперной труппы. Основал собственное фортепианное трио, в 1908 году получил премию Высшего совета по искусствам за Романтическую увертюру, в 1910 году премьера оперы Джарды «Лорд Байрон» состоялась в Муниципальном театре Сантьяго. Преподавал в Национальной консерватории сперва теорию музыки и сольфеджио, затем вокал и хор, в 1919—1928 годах — директор консерватории. В 1933 году женился на своей бывшей ученице, певице Аманде Крусат, после чего отошёл от дел.
Композиторское наследие Джарды включает 514 пронумерованных опусов, значительная их часть — вокальные сочинения на стихи как итальянских, так и чилийских поэтов, в том числе Габриэлы Мистраль.